# Niederwambach
Niederwambach – miejscowość i gmina w zachodnich Niemczech, w kraju związkowym Nadrenia-Palatynat, w powiecie Neuwied, wchodzi w skład gminy związkowej Puderbach. Powstała w 1969 z połączenia ówczesnych gmin: Ascheid, Lahrbach i Niederwambach. Liczy 506 mieszkańców (2009). W miejscowości znajduje się kościół, pierwotnie z XII wieku.